# 赤膊

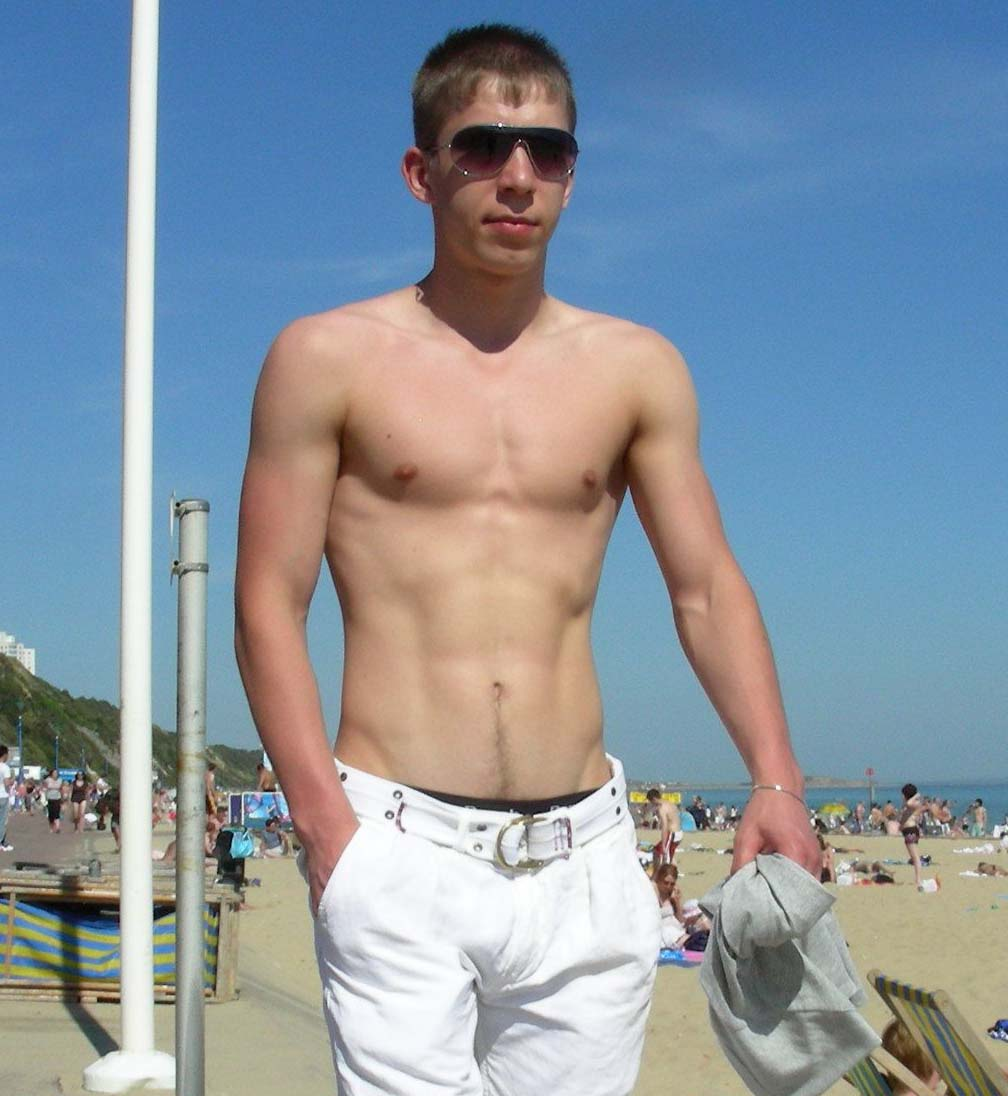
海滩上的赤膊男性

赤膊，又称光膀子、光背，中国传统称为袒、裼、裎，指男性光着上身，不穿上衣。赤膊在不同文化中有不同看法，在公共场所赤膊在大多数国家屬於不文明行为。女性此行为对应的称呼是上空。赤膊主义者认为赤膊有益健康，可以增强自信心。赤膊的原因有很多，有时为了炎热天气凉爽，有时是因为体力劳动，也有的是体育运动和锻炼的需要，有些项目男性的着装标准即是不穿上衣，甚至全身只穿一件运动短裤，特别是水上运动，如游泳、跳水、水球，力量型运动，如拳击、泰拳，以及健美；也有很多其他项目（如篮球、足球、体操、田径）的男性运动员和爱好者在日常训练和玩耍时选择赤膊。有些医疗检查和治疗也会要求病人脱去上衣，至少是暴露胸部。赤膊有时也是男性体育爱好者为喜爱的运动员或运动队应援的方式。
在文明社會裡，赤膊遠比上空更為常見，因為主流見解以為曝露男性胸肌不像曝露女性乳房那麼忌諱。胸肌對男性而言，只是肱二頭肌、肱三頭肌之外的另一組肌肉而已。

## 图集

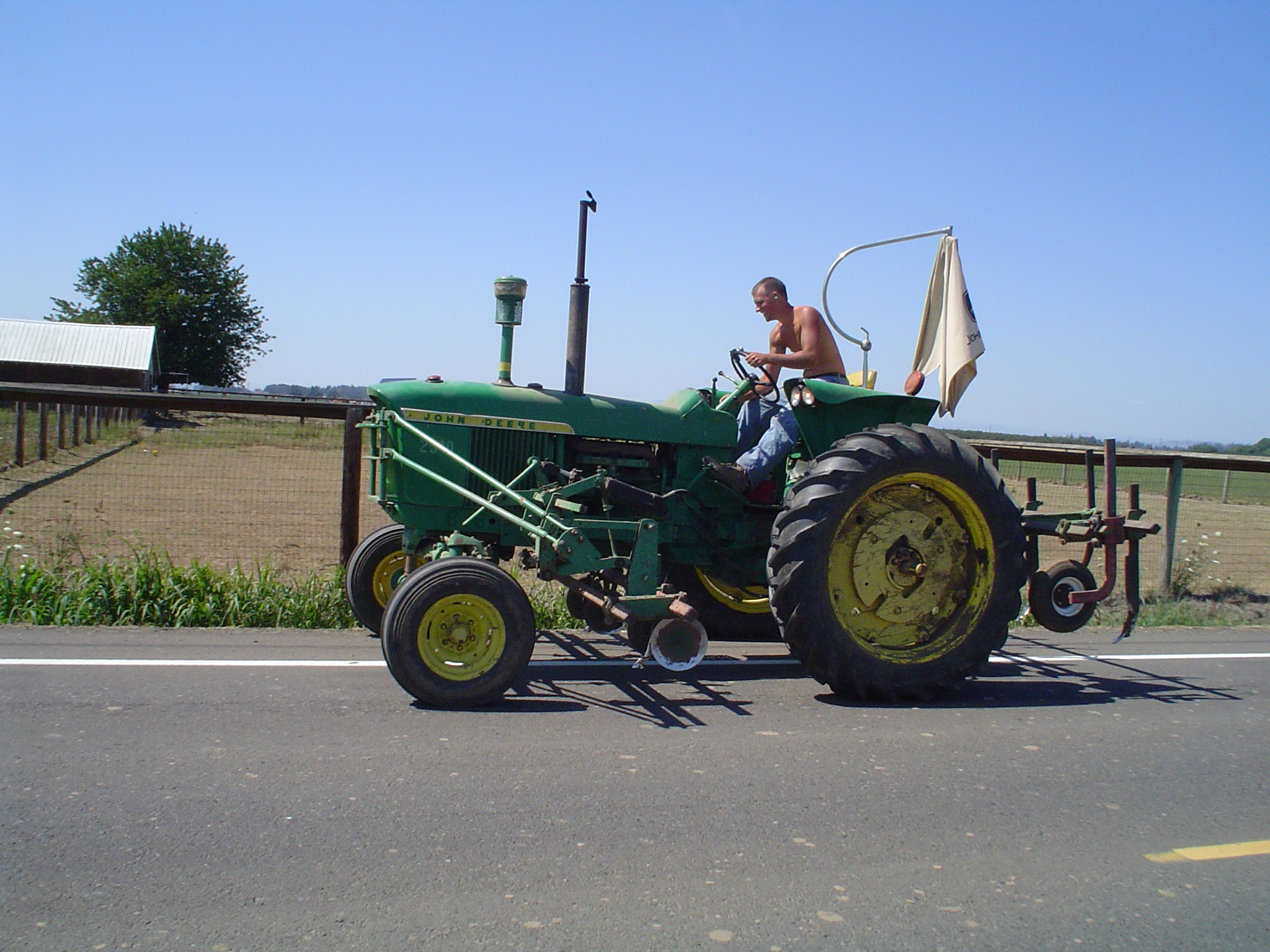
一名赤膊男性驾驶拖拉机
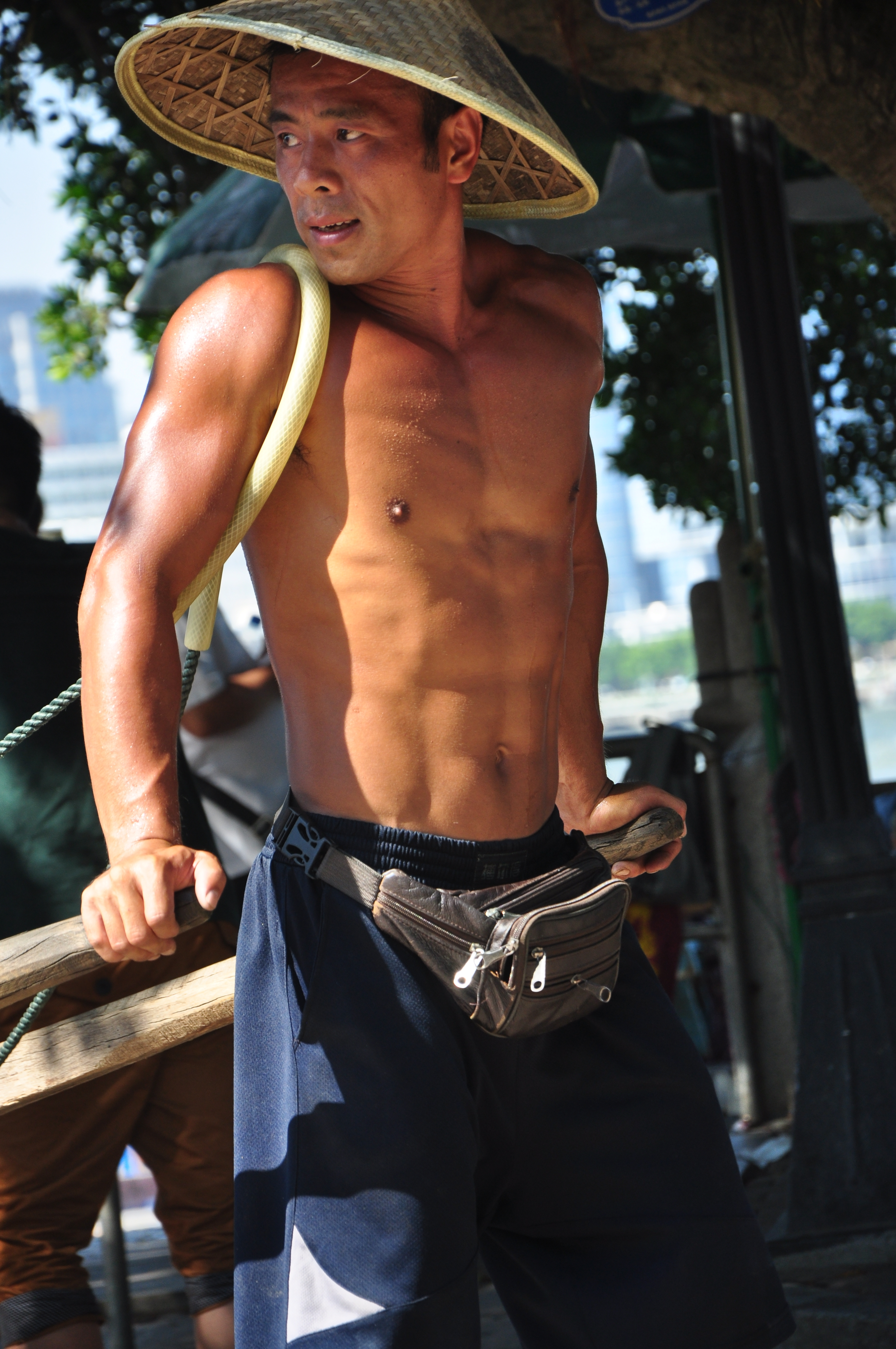
一名赤膊搬运工
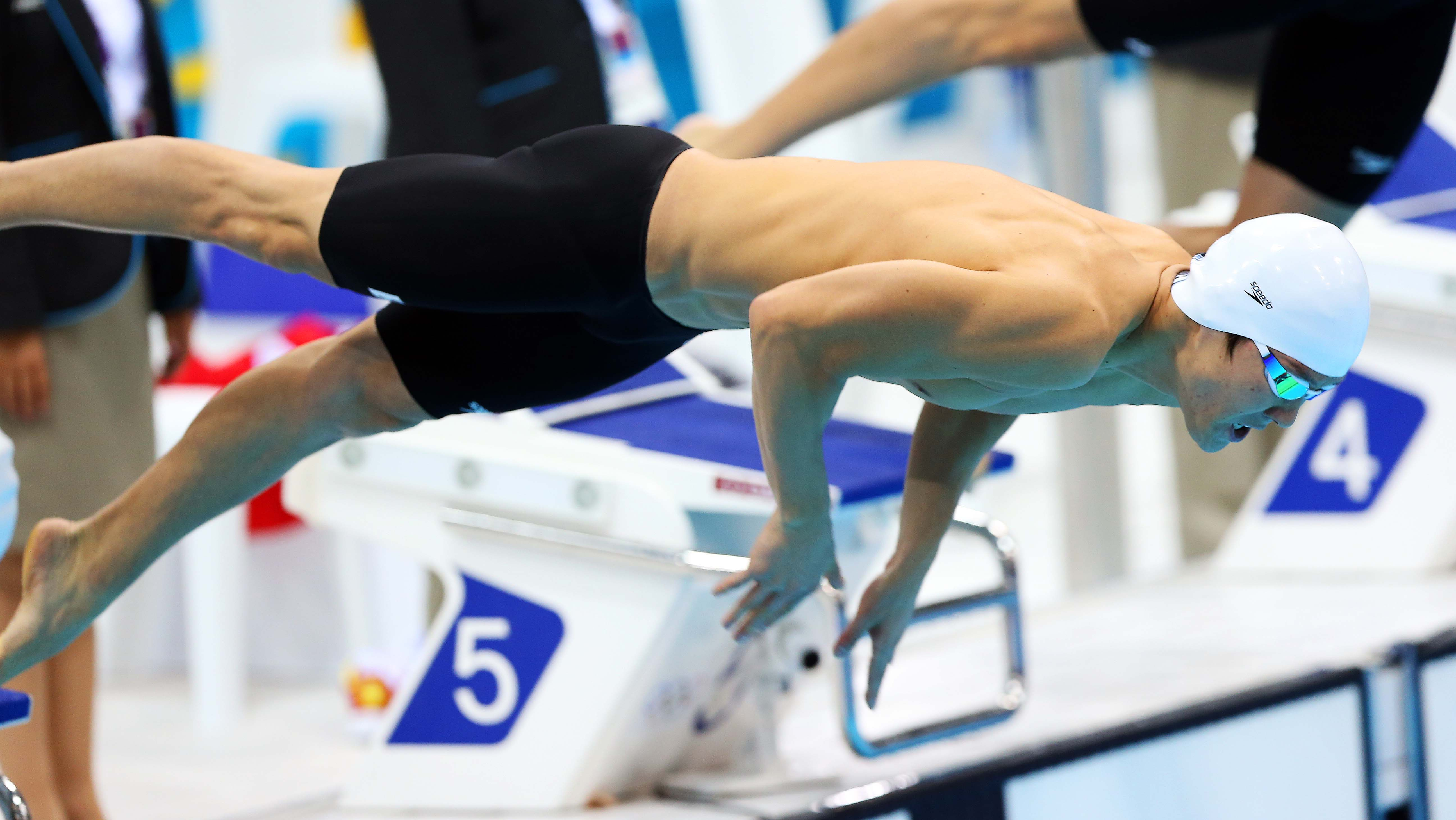
身着四角泳裤的朴泰桓在比赛中
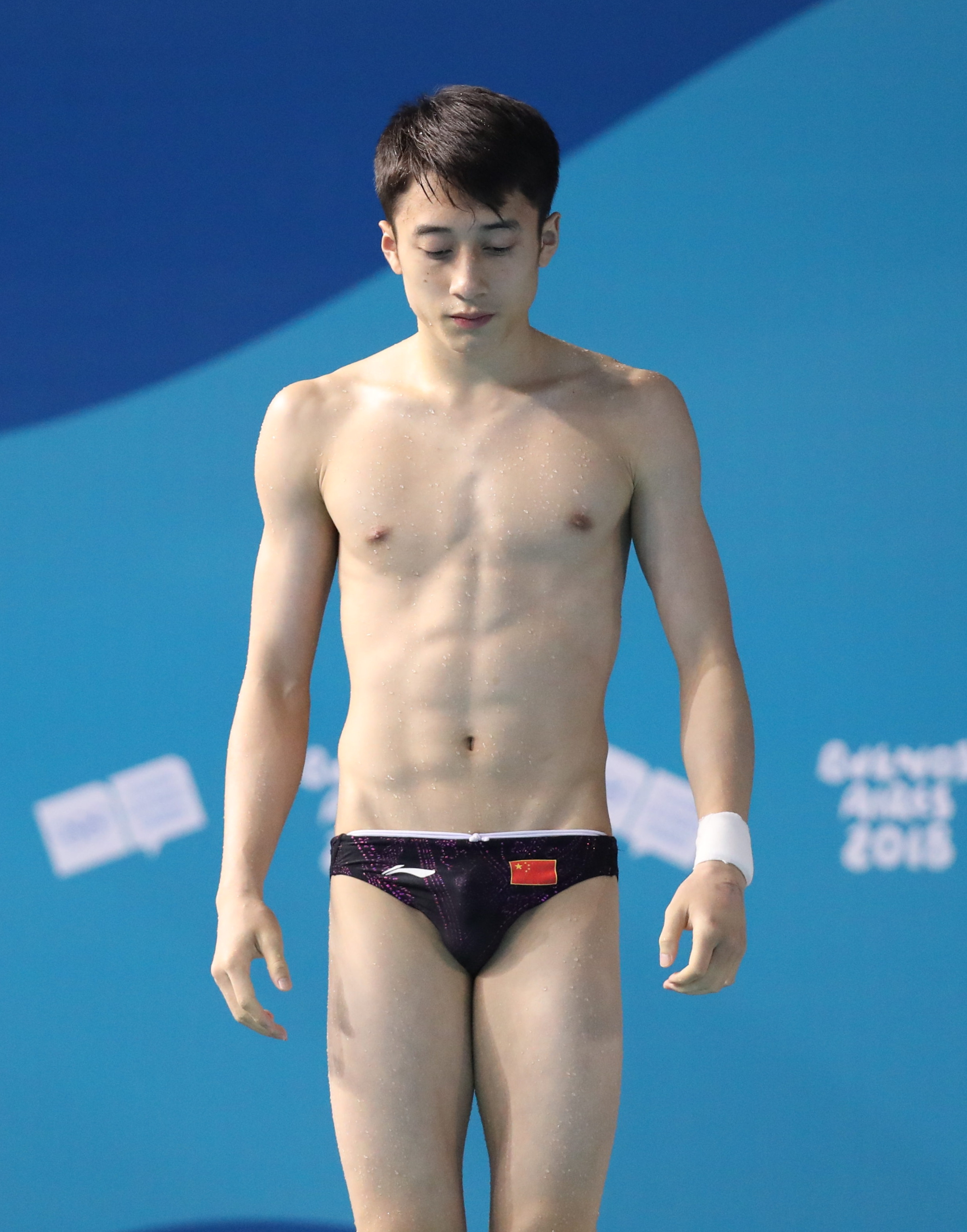
身着三角泳裤的练俊杰在比赛中
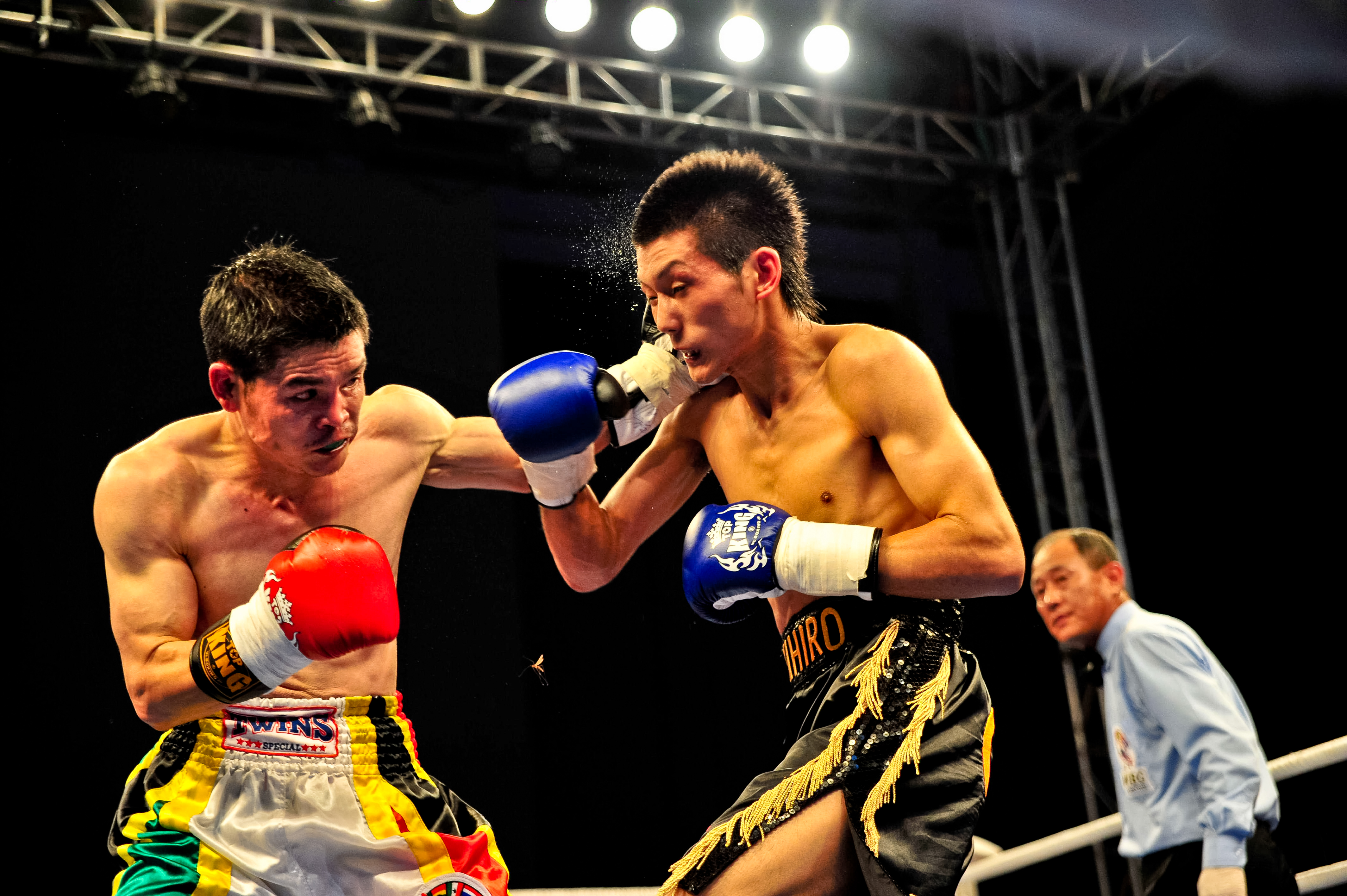
男性职业拳击运动员在比赛中通常不戴头盔，不着上衣
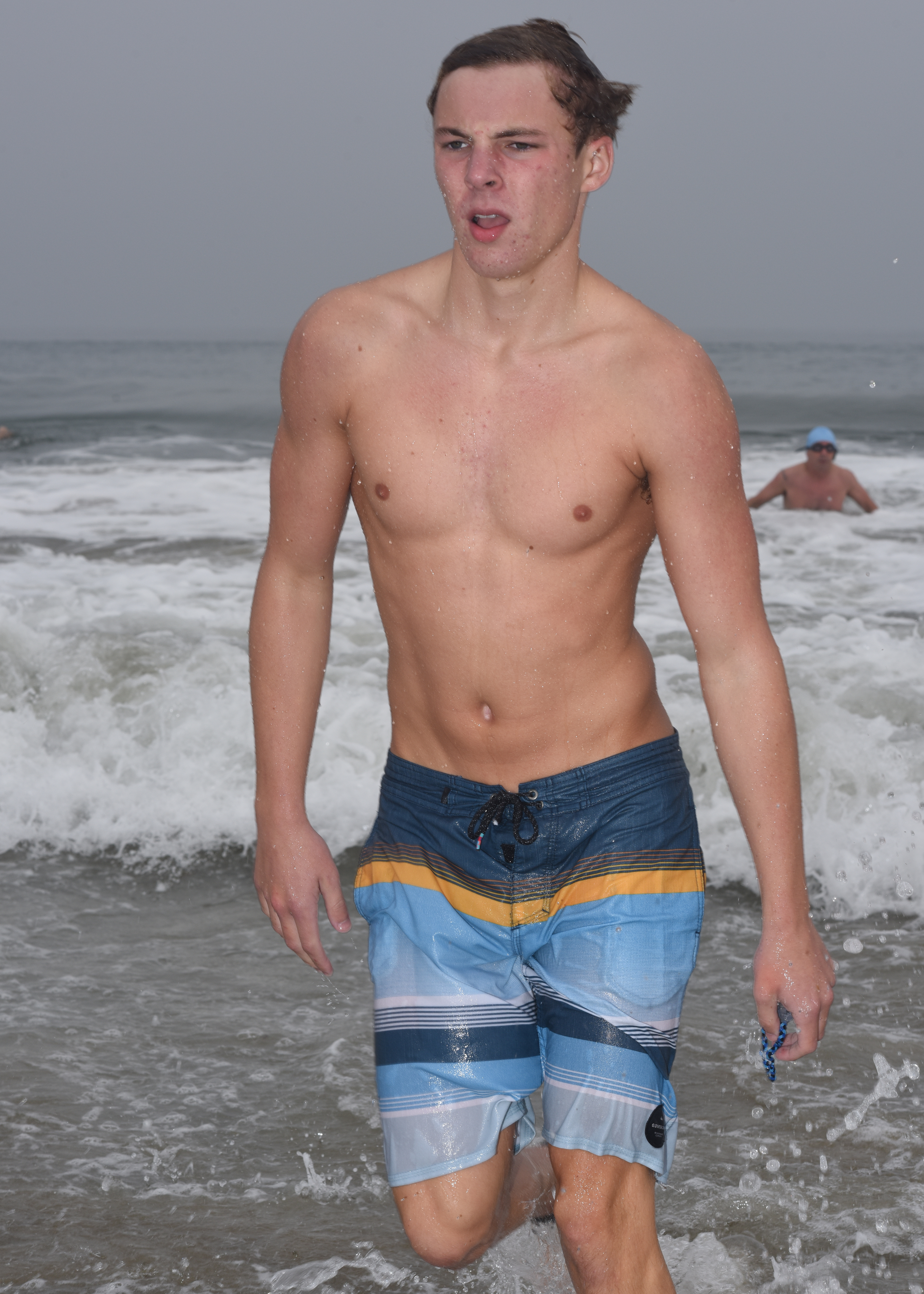
一名身着沙滩裤在海边玩耍的少年
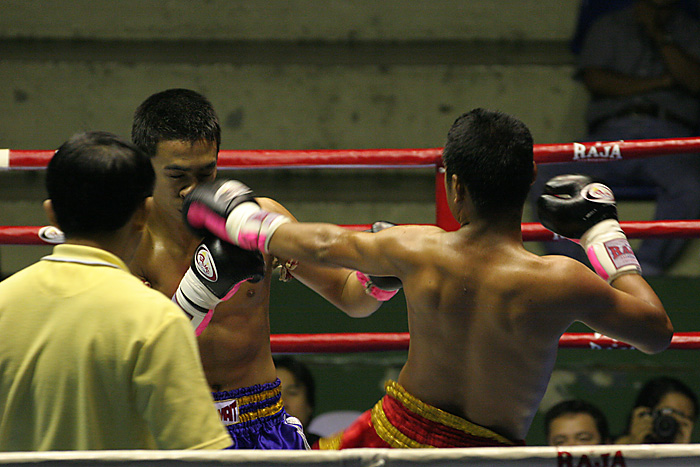
两名泰拳选手在比赛中
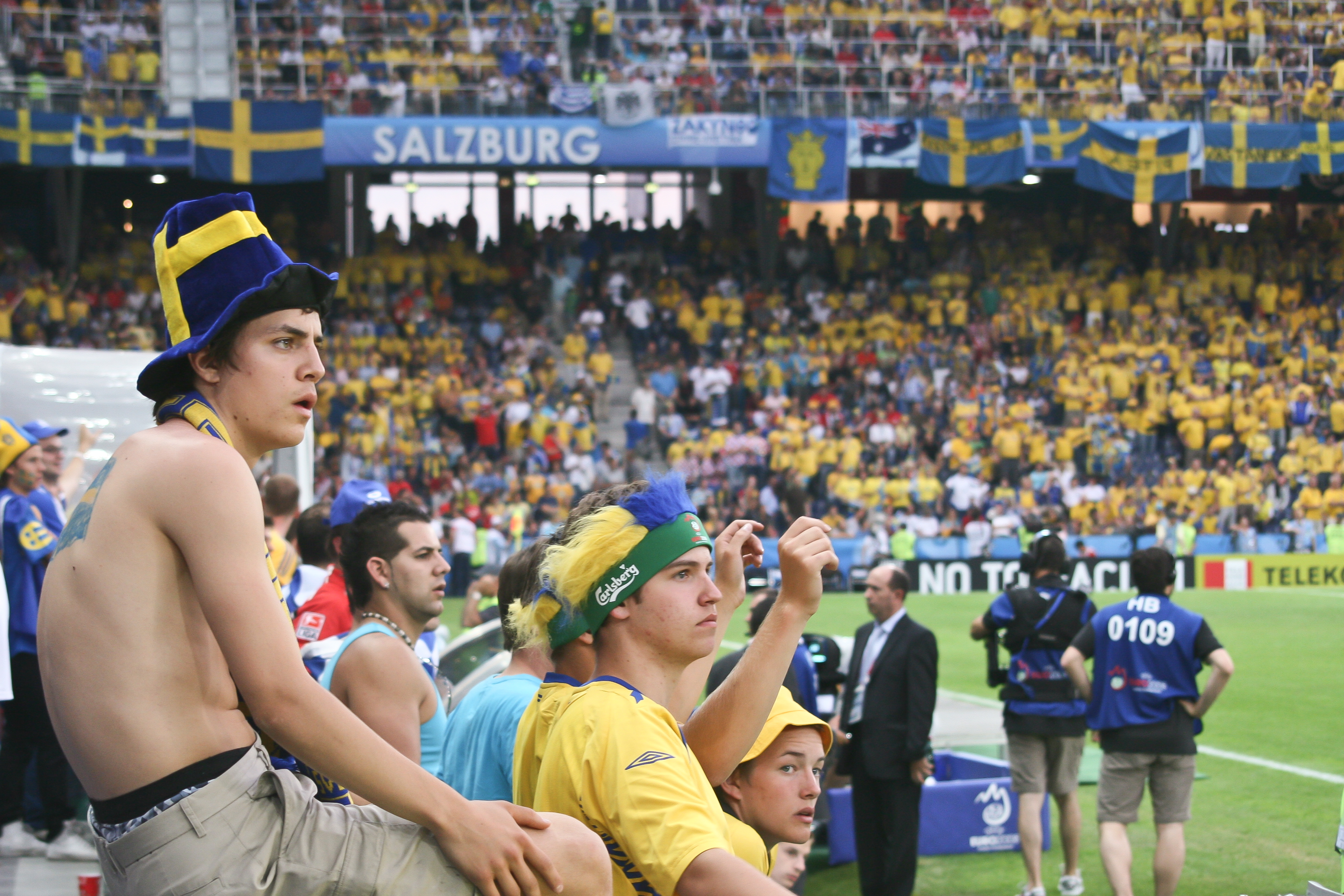
一名瑞典国家足球队的男性球迷赤膊观看比赛
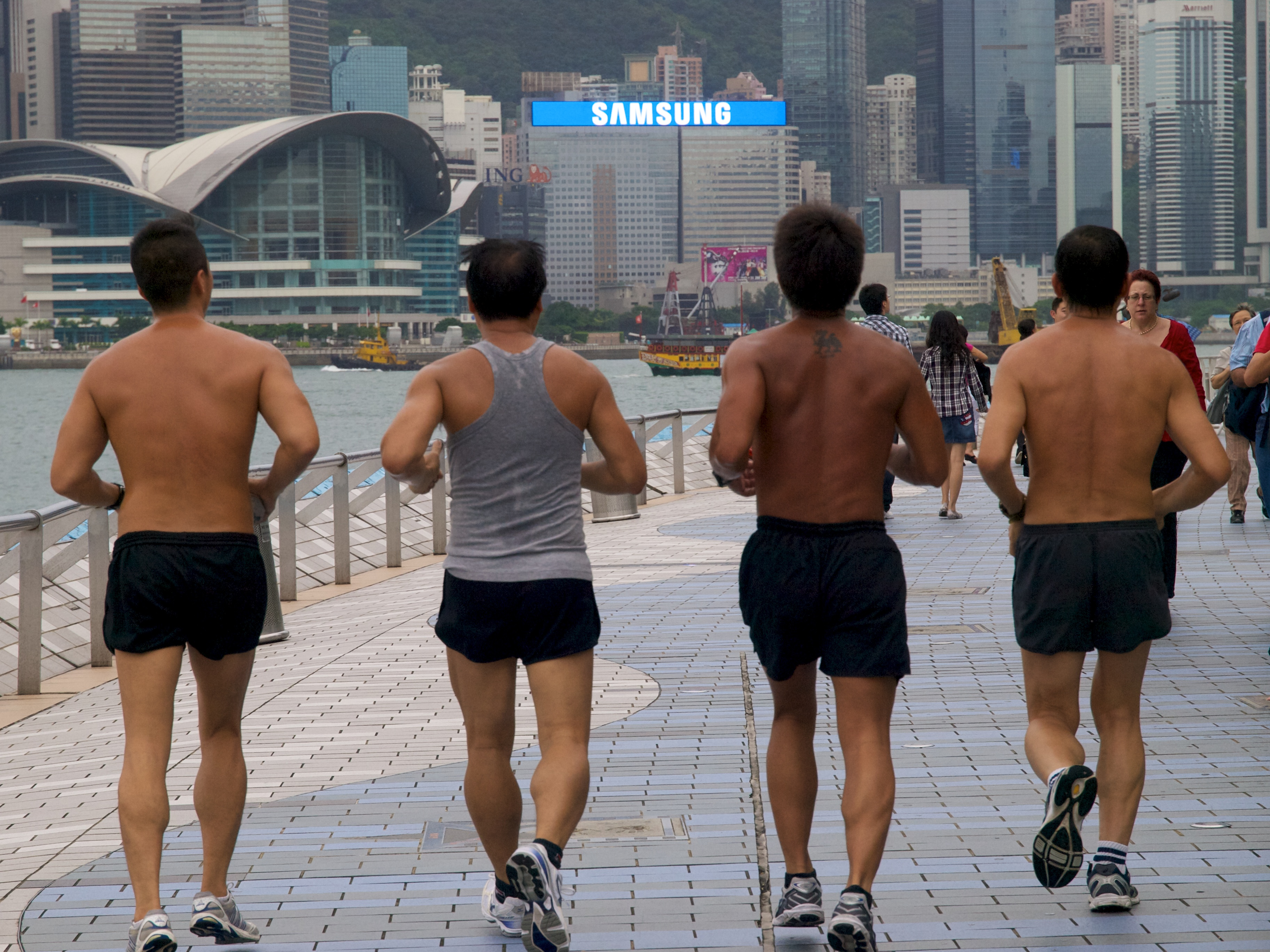
赤膊运动被认为有助于散热
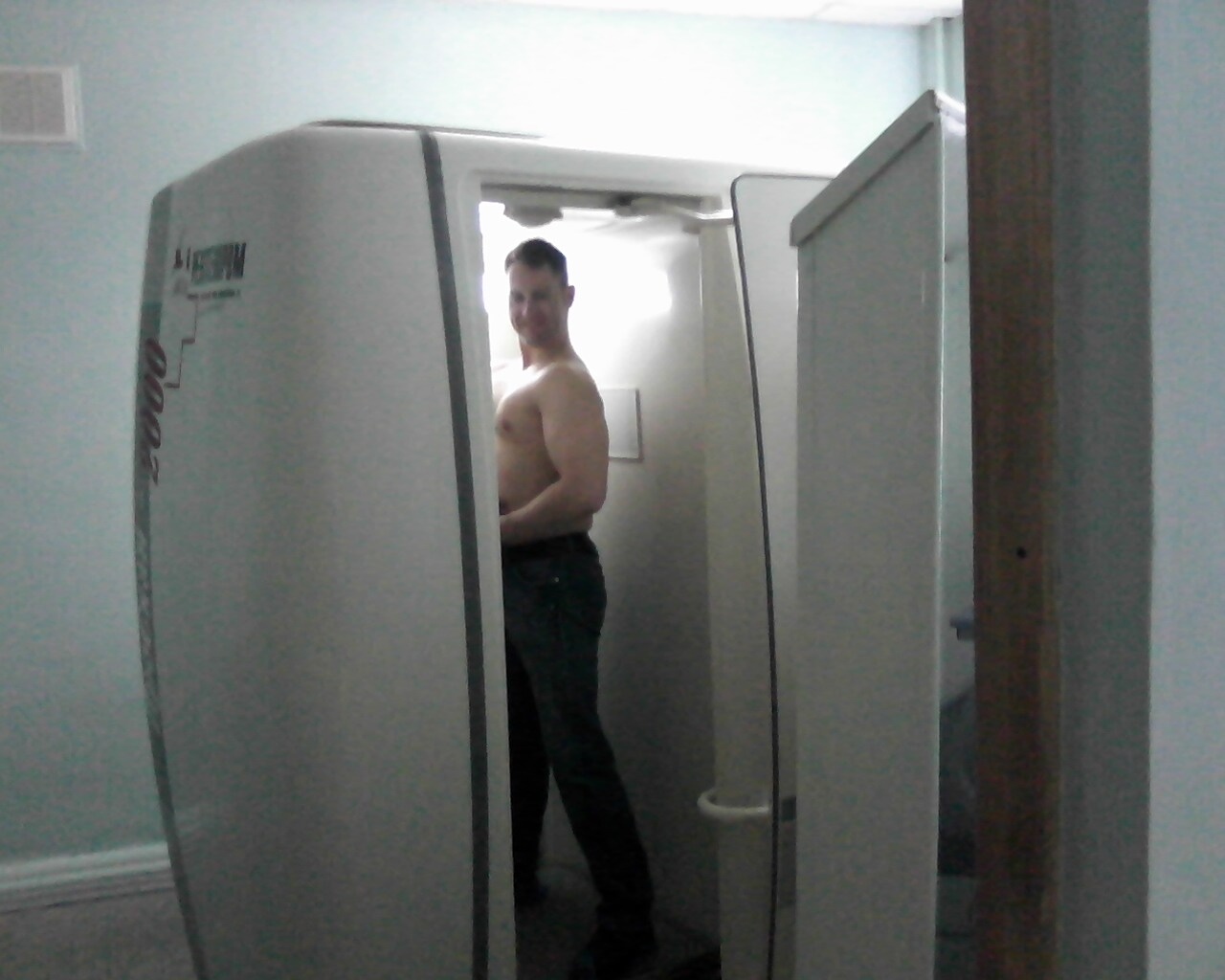
一名赤膊男性进行胸部X光检查